# Dariusz Kulak
Dariusz Kulak – polski leśnik, doktor habilitowany nauk rolniczych, profesor na Uniwersytecie Rolniczym im. Hugona Kołłątaja w Krakowie, specjalista od użytkowania lasu oraz transportu leśnego.

## Kariera naukowa
W 1996 roku na Uniwersytecie Rolniczym im. Hugona Kołłątaja w Krakowie uzyskał tytuł magistra inżyniera  w zakresie leśnictwa. W 1997 roku został zatrudniony na tejże uczelni, a w 2005 roku na jej Wydziale Leśnym   uzyskał stopień doktora nauk rolniczych w zakresie leśnictwa na podstawie rozprawy pt. Wpływ technologii pozyskiwania drewna na rozmiar zniszczeń roślinności dolnych warstw lasu i górnych poziomów gleby, której promotorem była Anna Barszcz. W 2018 roku ten sam wydział nadał mu stopień doktora habilitowanego nauk rolniczych w dyscyplinie leśnictwa na podstawie pracy pt. Wieloaspektowa metoda oceny stanu gleb leśnych po przeprowadzeniu procesów pozyskiwania drewna.